# RobTop Games
RobTop Games è un'azienda di videogiochi svedese con sede a Stoccolma, fondata da Robert Topala, programmatore, sviluppatore di giochi per dispositivi mobili e compositore svedese. La serie più famosa dell'azienda è quella di Geometry Dash.
Il nome RobTop Games si è resa famosa con il diminutivo ufficiale RobTop e in seguito anche con RubRub.

## Robert Topala

### Biografia
Robert Topala stava studiando ingegneria civile nei primi tempi in cui stava pensando al programmare videogiochi, utilizzando soltanto le basi di programmazione che conosceva. Descrisse il suo primo gioco, "Bounce ball thingy", come "un progetto da un lato divertente che mi ha permesso di guadagnare qualche soldo". Questa sua esperienza nei puzzle games lo ha aiutato nello sviluppo di Geometry Dash per circa quattro mesi, dove ha preso ispirazione da giochi come Super Mario Bros. e molti titoli per iOS come The Impossible Game e Super Meat Boy. Topala ha ringraziato la community di Geometry Dash per aver aiutato il gioco a crescere ed evolversi tramite il loro supporto e i loro feedback.
"Non ci sono dei veri e propri progetti programmati [per Geometry Dash]. È semplicemente iniziato tutto come un template con un cubo che può schiantarsi o saltare. Solo attraverso le diverse interazioni che ho avuto ho aggiunto tante novità e contenuti affinché il gioco stia sempre bene." 

## Videogiochi prodotti dalla RobTop Games
I giochi prodotti dalla RobTop Games sono:
- Boomlings
- Boomlings Match Up
- Forlorn
- Memory Mastermind
- Geometry Dash (e la sua versione gratuita e priva di molte funzionalità, chiamata Geometry Dash Lite)
- Geometry Dash Meltdown
- Geometry Dash World
- Geometry Dash SubZero

## Riconoscimenti
- Forlon e Boomlings sono stati nominati come Best Mobile Game ai Game Awards svedesi del 2012.
- Geometry Dash è arrivato secondo nella top 10 "giochi a pagamento per iPad" e settimo nella top 10 "giochi a pagamento per iPhone" nel 2018.